# Grænsebyen Flensborg
Grænsebyen Flensborg er en dansk dokumentarfilm fra 1968, der er instrueret af Nicolai Lichtenberg efter manuskript af Willy-August Linnemann.

## Handling
Filmen beretter om hverdagslivet i dag og om den eksplosive udvikling i erhvervs- og kulturlivet, som først og fremmest de europæiske markedsforhold har fremkaldt både nord og syd for den dansk-tyske grænse.